# کمال دانشیار
کمال دانشیار (زاده ۲۸ بهمن ۱۳۳۵ امیدیه) سیاست‌مدار و مدیر اجرایی ایرانی است. دانشیار در ادوار چهارم، پنجم و هفتم مجلس شورای اسلامی به‌عنوان نماینده ماهشهر، امیدیه و هندیجان، از استان خوزستان، در مجلس حضور داشت.
وی دانش‌آموخته کارشناسی ریاضی از دانشگاه جندی شاپور و کارشناسی ارشد مدیریت صنعتی از دانشگاه علامه طباطبایی است. دانشیار در مجلس هفتم رییس کمیسیون انرژی بود. او پیشتر ریاست هیئت مدیره شرکت بازرگانی نفت ایران را نیز برعهده داشت.

## پیوندهای وابسته
- فهرست نمایندگان دوره چهارم مجلس شورای اسلامی
- فهرست نمایندگان دوره پنجم مجلس شورای اسلامی
- فهرست نمایندگان دوره هفتم مجلس شورای اسلامی